# Edmundo de Conceição Silva
Edmundo de Conceição Silva oder Edmandu (* 1946) ist ein ehemaliger Verwaltungsbeamter und Mitglied der pro-indonesischen Milizen (Wanra) in Osttimor. Er stammte aus Moro (Suco Parlamento) und war Sohn des lokalen Herrschers von Moro Lautém.
Bereits Ende der 1970er Jahre war Silva Chef (Camat) des Subdistrikts Lautém in indonesischen Diensten und kommandierte von Moro aus die vom indonesischen Militär rekrutierte Miliz Tim Nuklear (deutsch Kernteam). Ab 1995 war er bis zum Ende der indonesischen Besatzung 1999 Regierungspräsident (Bupati) des osttimoresischen Distrikts Lautém. Nun leitete er die Miliz Jati Merah Putih und hatte die Oberhoheit über die Miliz Team Alfa. 1999 wurde Silva Generalvorsitzender der Volksfront Osttimor (indonesisch Barisan Rakyat Timor Timur BRTT). Außerdem war er Ehrenmitglied der indonesischen Spezialeinheit Kopassus.
Mehrmals trat Silva öffentlich auf, um seine Loyalität zu Indonesien zu bekunden und Unabhängigkeitsbefürwortern zu drohen. Nach dem Ende der indonesischen Herrschaft über Osttimor 1999 setzte sich Silva nach Indonesien ab. Hier wurde er noch im Dezember 1999 von der Indonesischen Menschenrechtskommission zu den Vorfällen in Osttimor befragt. Im Juni 2000 bemühte er sich um eine Rückkehr in seine Heimat, ohne die Gefahr einer Strafverfolgung. 2002 wurde Silva in Abwesenheit, wegen seiner Verantwortung an den Verbrechen im Umfeld des Unabhängigkeitsreferendums in Osttimor 1999 im Distrikt Lautém vor den Special Panels for Serious Crimes (SPSC) in Dili angeklagt. Zu diesem Zeitpunkt hielt er sich vermutlich weiter in Indonesien auf.